# Fábrica Kirov
A fábrica Kirov (em russo:  Кировский завод, transliterado "Kírovski zavod") nomeada assim após o assassinato de Serguei Kírov, e anteriormente chamada  Putílovets Vermelha (em russo:  Красный Путиловец ,  ou "Krasny Putílovets"), e conhecida na época czarista como fábrica Putilov ( em russo, Путиловский завод ou "Putílovski zavod"), é uma das maiores companhias e a mais antiga de São Petersburgo. Localizada na Avenida das Greves (em russo:  проспект Стачек, é célebre por ter sido epicentro da primeira e a segunda revoluções russas. A receita da empresa na Rússia em 2018 foi de 29 milhões de euros.

## História
Foi fundada em 1801 e atualmente é uma empresa privada, dedicada à fabricação de tratores e máquinas agrícolas em geral. Seu atual presidente é Gueorgui Semenenko e tem uma força de trabalho de cerca de 8.000 trabalhadores. 

### 1801-1904
A fábrica foi construída sob um decreto real do imperador Paulo I em 28 de fevereiro de 1801 para a fabricação de ferragens para Kronstadt. A primeira bala de canhão foi concluída em 3 de abril de 1801. Em 1844 foi inaugurada uma linha férrea que chegou à fábrica.

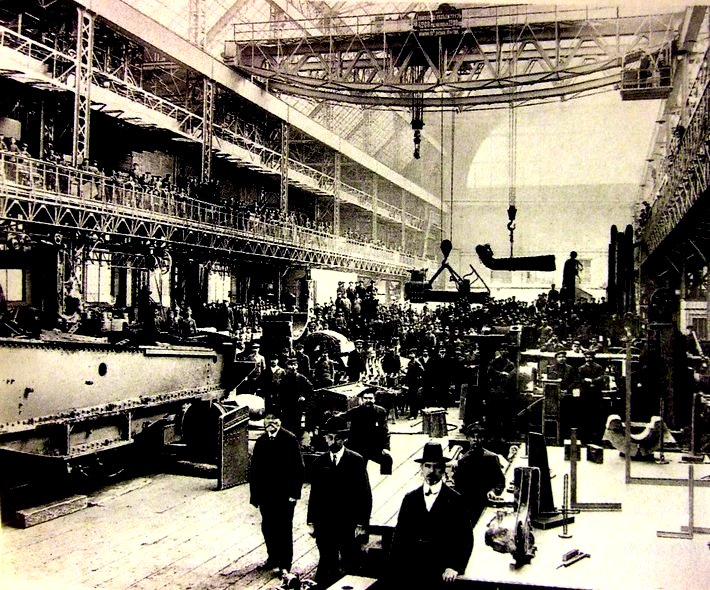
Interior da fábrica em 1900

Entre 1868 e 1880, a indústria tornou-se propriedade do empresário russo Nikolai Putilov, que deu o nome de "Putilov" às instalações. Durante esse período, a usina foi ampliada para acomodar novas atividades industriais, como altos fornos, laminação e produção de aço ou fundição de ferro para fabricar vagões ferroviários. Na década de 1880, a fábrica começou a construção de destróieres e armas navais para navios de guerra. Em 1894, a produção de locomotivas a vapor começaria. Assim, em 1900, a fábrica de Putilov era o maior produtor industrial de todo o Império Russo e o terceiro na Europa Ocidental, perdendo apenas para os do gigante metalúrgicos Krupp, na Alemanha, e Armstrong, na Inglaterra.

### 1905-1941

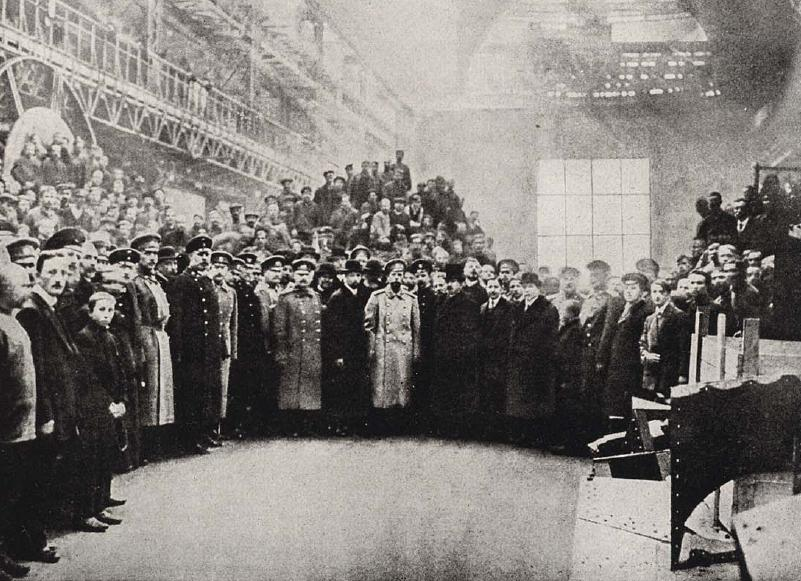
O czar Nicolau II visitando a fábrica, entre 1915 e 1917

Em janeiro de 1905, os trabalhadores da fábrica de Putilov entraram em greve pela demissão injusta de quatro trabalhadores. Foi então que se formou a "Assembléia dos Operários Russos de São Petersburgo", liderada pelo padre George Gapon. A administração da empresa se recusou a atender às demandas dos trabalhadores. Enquanto isso, a greve já havia se espalhado para outras cidades russas. Os trabalhadores e suas famílias marcharam para o Palácio de Inverno para atender pessoalmente às suas demandas e pedir condições dignas de trabalho:
Senhor, nós, trabalhadores, vizinhos de Petersburgo, nos voltamos para você. Somos escravos desonrados e ridicularizados; despotismo e arbitrariedade nos esmagam— Fragmento de uma das cartas levadas pelos trabalhadores ao Czar
Longe de atender aos seus pedidos, o czar ordenou a atirar e dissolver os manifestantes; este evento seria conhecido como Domingo Sangrento e seria o começo da Revolução Russa de 1905.
Na década de 1910, a fábrica desenvolveu atividades de construção naval. Em 1912, uma divisão independente foi estabelecida, formando os Estaleiros Putilov. Durante a Primeira Guerra Mundial, a fábrica dedicava-se à reparação de navios de guerra e a fabricação de veículos blindados a partir das versões inglesas.

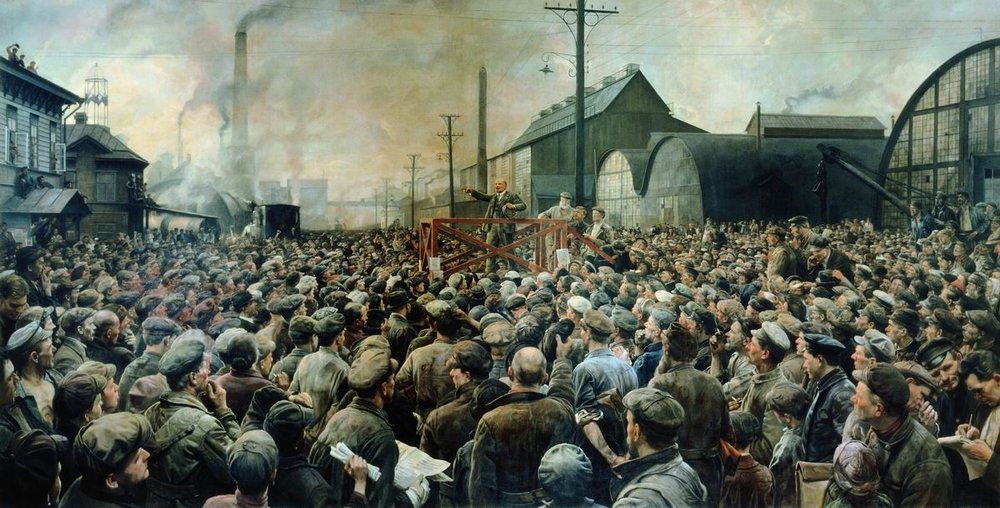
Lenin discursando na fábrica Putilov em maio de 1917. Quadro de Isaak Brodski, Museu de História de Moscou.

Em fevereiro de 1917, cerca de 36.000 trabalhadores trabalhavam na fábrica de Putilov, sendo a maior planta industrial e estaleiro do país. Naquele mês aconteceu entre os dias 18 e 23 (segundo o calendário juliano) uma grande greve com manifestações e reuniões de trabalhadores gritando:
Abaixo a guerra! Abaixo a autocracia! Queremos pão!
Os confrontos com a polícia marcaram o início da Revolução de Fevereiro em Petrogrado. Em 1922, após o triunfo soviético e a nacionalização da fábrica, a fábrica mudou seu nome para Putilovets Vermelha. Em 1924 começou a produção em massa do primeiro trator da era soviética, o Fordson-Putilovets. Em 1941, ano da invasão nazista da União Soviética, a fábrica produzia 125.000 tratores e, desde 1934, começou a fabricação de novos modelos.
Antes da Segunda Guerra Mundial, além dos tratores, a fábrica também produzia locomotivas, vagões ferroviários, colheitadeiras, motores de trens, aço inoxidável, guindastes, equipamentos militares (tanques T-34 e artilharia) e materiais para a construção do metrô de Moscou. Na década de 1920, bondes e automóveis também foram produzidos. Em 17 de dezembro de 1934, seu nome foi mudado para a fábrica de Kirov, em homenagem a Serguei Kirov, morto 16 dias antes.

### Segunda Guerra Mundial

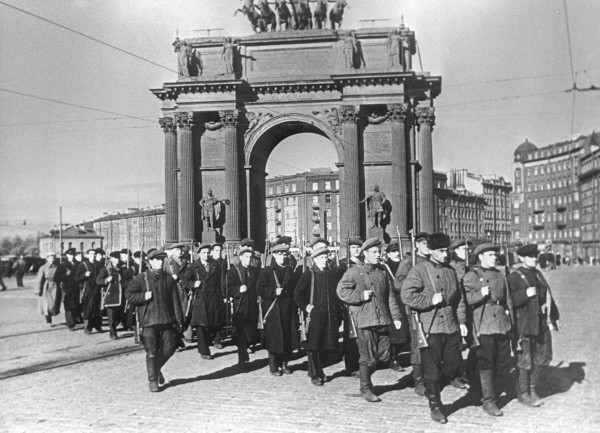
Trabalhadores da fábrica marcham durante o cerco de Leningrado em 1942.

Durante a guerra e a invasão alemã do país, muitos trabalhadores da fábrica foram evacuados para Cheliábinsk, junto com as linhas de produção de tratores. Essa nova fábrica nos Urais se tornaria a famosa Tankograd, a maior produtora soviética de tanques, canhões autopropulsados e outros veículos blindados e munições. No entanto parte das instalações e seu pessoal permaneceu em Leningrado. Durante o cerco de Leningrado, a fábrica, praticamente na linha de frente do combate, dedicou-se à reparação de veículos de combate, foi bombardeada com 770 bombas e 4.680 projéteis, matando 139 trabalhadores e ferindo outros 788. Em homenagem ao serviço prestado, a fábrica recebeu a Ordem da Guerra Pátria.

### 1945-1992
A partir de 1948, as seções transferidas para os Urais retornaram em sua totalidade a Leningrado. Em 1954, a fábrica foi pioneira na fabricação de centrífugas para a separação de isótopos de urânio; em 1957, essas turbinas foram usadas para impulsionar o quebra-gelo nuclear "Lenin". A produção de tratores de Kirovets começou em 1964. Em 1992, com a queda da União Soviética, a fábrica foi privatizada.

### Atualidade

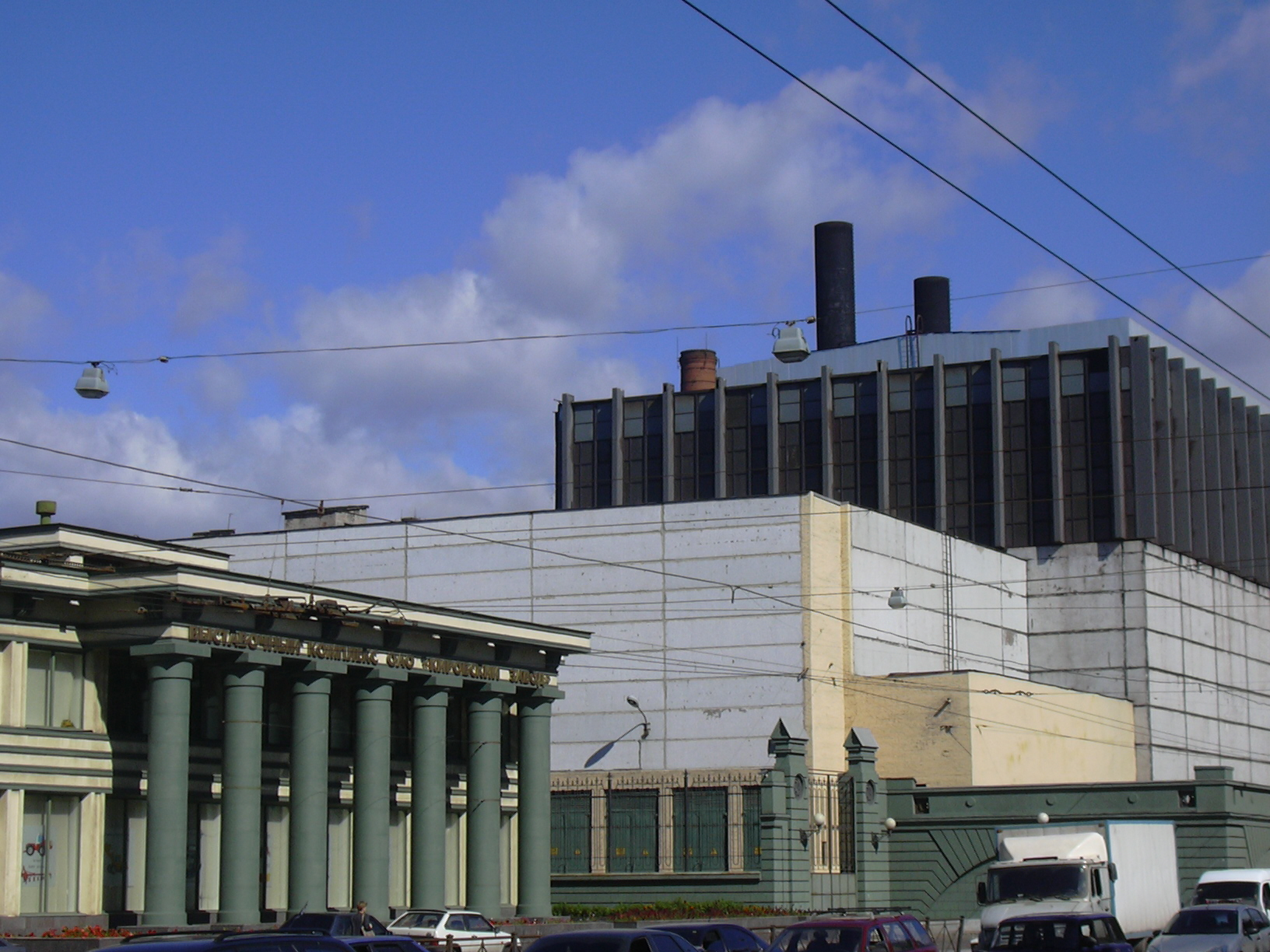
Parte das instalações em 2009

Atualmente a empresa continua com a produção de tratores e máquinas agrícolas, além de peças de reposição e metal. A empresa também fabrica equipamentos para as indústrias de energia, nuclear, metalúrgica e de máquinas. A fábrica ocupa 200 hectares, tem acesso à baía (2 km do mar) por meio de uma rede rodoviária. Em 2010, a empresa contava com cerca de 8.000 funcionários.
Em outubro de 2008, o Tribunal Federal de Arbitragem da Rússia reconheceu a marca de tratores Kirovets como sendo exclusiva da fábrica de Kirov. O volume de negócios do grupo em 2010 foi de 11,31 bilhões de rublos, com um prejuízo líquido de 205 milhões, somando-se a outro prejuízo de 1.032 milhões em 2009. As razões para isso podem ser encontradas no uso de equipamentos e tecnologias obsoletos e uma falta de rentabilidade em produtos manufaturados devido à baixa demanda.

## Proprietários, gestão e localização
2,94% do capital é detido por Larissa Semenenko, 5,21% por George Semenenko e 78,41% detidos pela empresa depositária. Em 24 de outubro de 2008, uma subsidiária do banco suíço UBS adquiriu 18,42% da participação acionária. A fábrica localiza-se no distrito do norte Kirov de São Petersburgo.

## Prêmios e reconhecimentos
A fábrica foi premiada com os seguintes prêmios:
- 2 ordens de Lenin - em 1939 e 1951,
- 1 ordem da Bandeira Vermelha do trabalho - em 1926,
- 1 ordem da Bandeira Vermelha - em 1940,
- 1 ordem da Revolução de Outubro - em 1970,
- 1 ordem da Amizade dos Povos - em 1976.

A planta está tão enraizada na vida comum dos habitantes de São Petersburgo que existem até canções que falam dela. O contrato do equipamento da banda de punk rock. A banda de punk rock Contrato de equipe (Бригадный подряд), dedicou uma canção à Fábrica de Kírov, homônima à fábrica, na que se fala sobre a vida trabalhista de seus trabalhadores.A fábrica também é um cenário recorrente no livro "Queda de Gigantes", de Ken Follet.

## Galeria de imagens

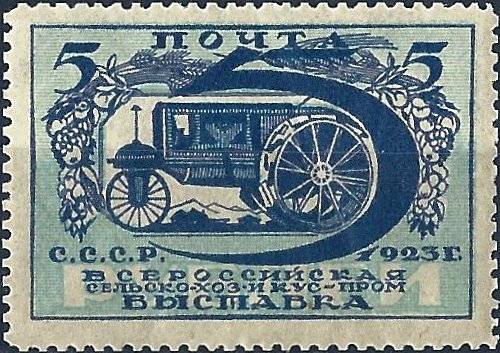
Um selo de 1923 mostrando o Fordson soviético
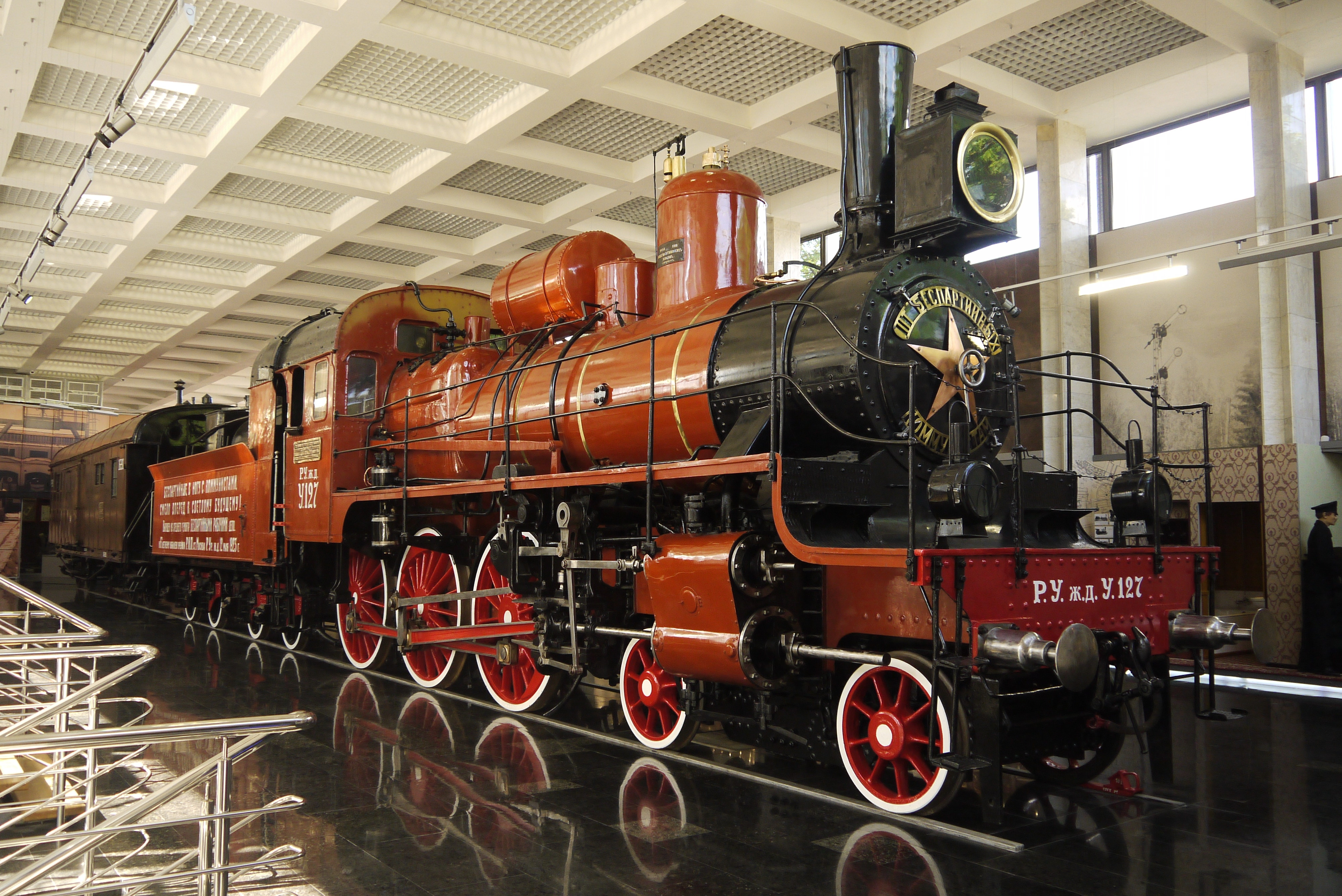
Classe de locomotivas U-127 Lenin 4-6-0, uma locomotiva composta, construída na fábrica de Putilov, atualmente preservada no Museu Ferroviário de Moscou no Terminal Ferroviário de Paveletsky
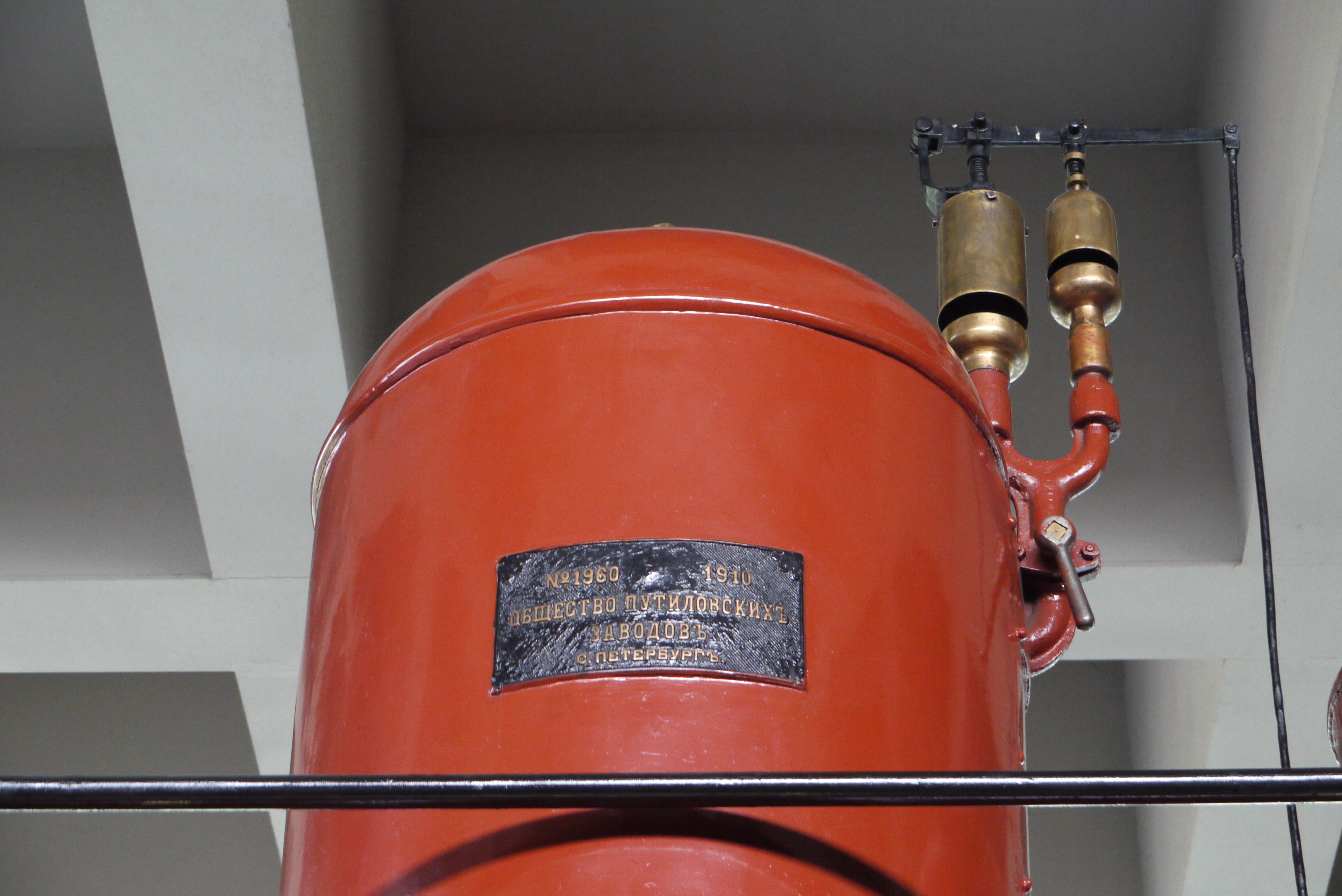
Placas do maquinista, vapor e apito da locomotiva U-127
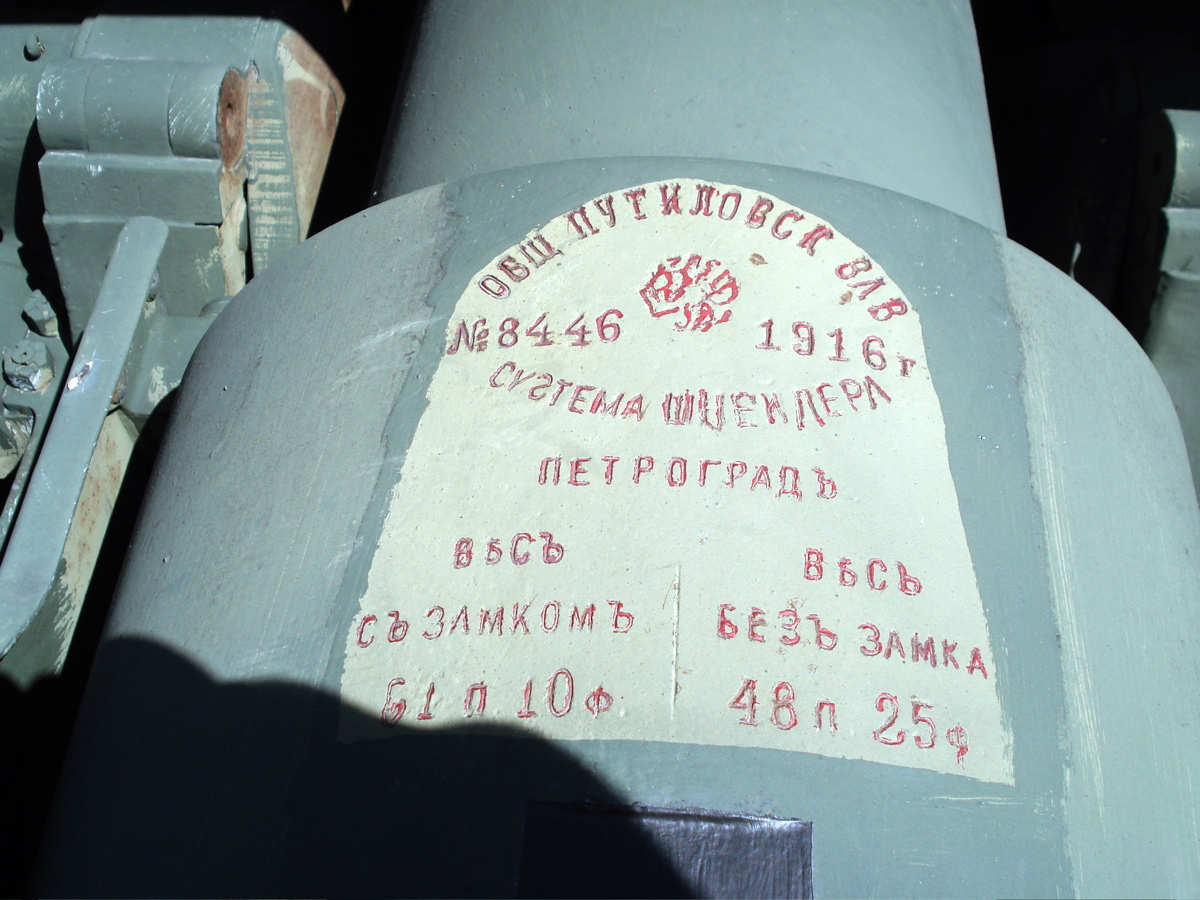
Canhão manufaturado na Fábrica Putilov em 1916
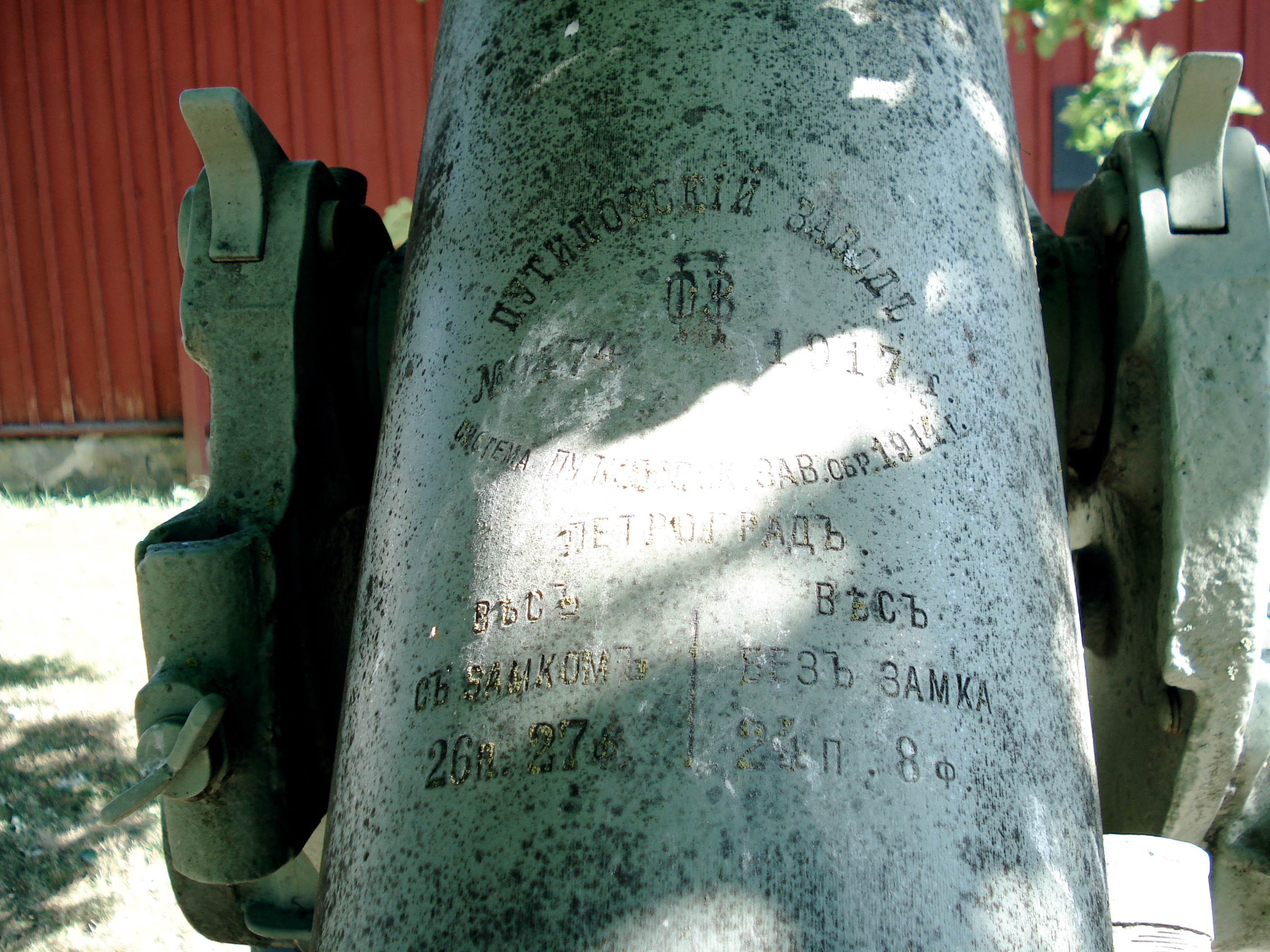
Canhão antiaéreo calibre 76 mm manufaturado na Fábrica Putílov em 1917
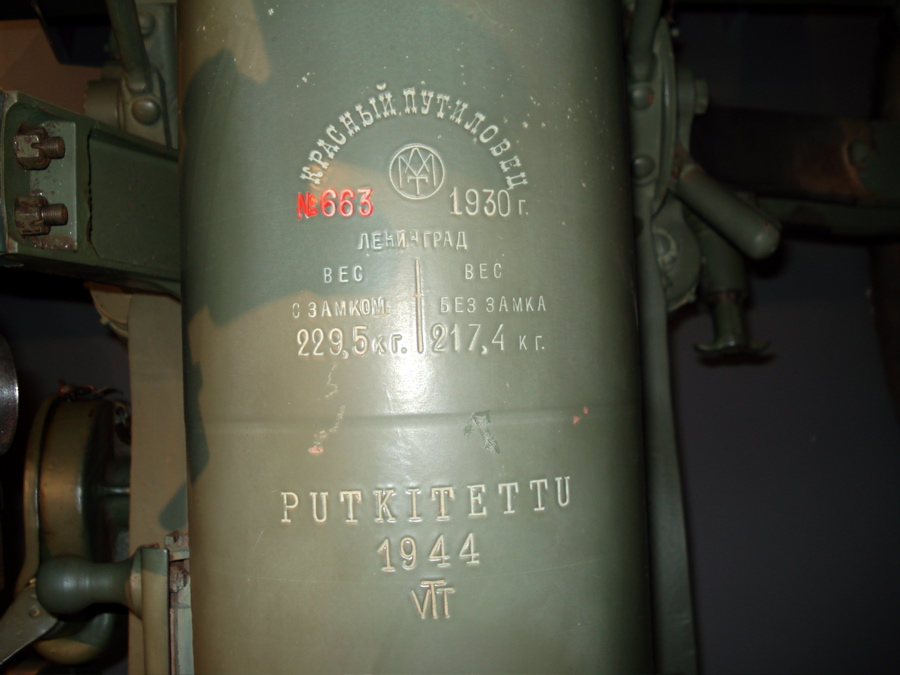
Canhão manufaturado na Fábrica Krasny Putílovets em 1930
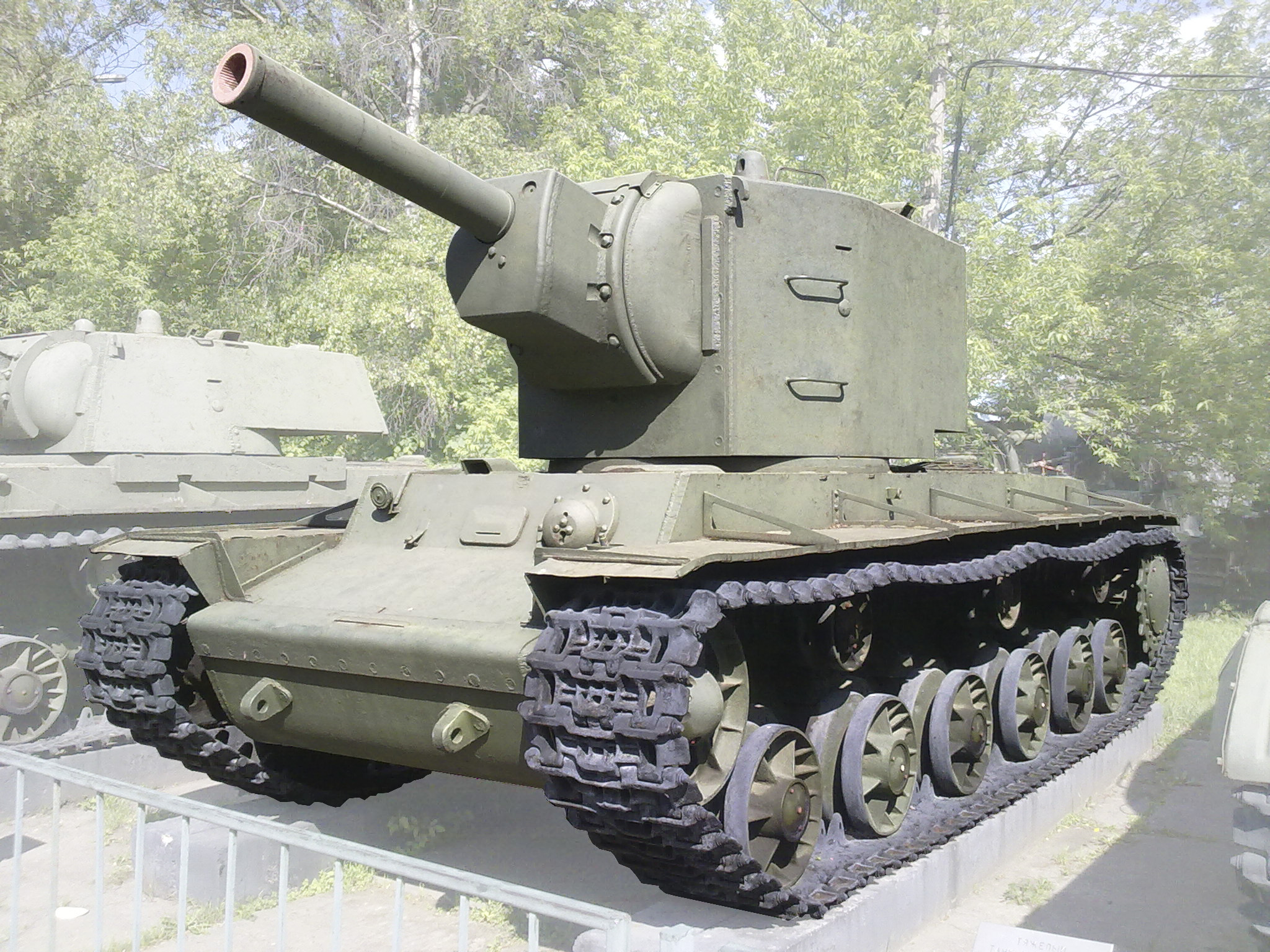
Tanque KV-2, produzido entre 1940 e 1943 na fábrica
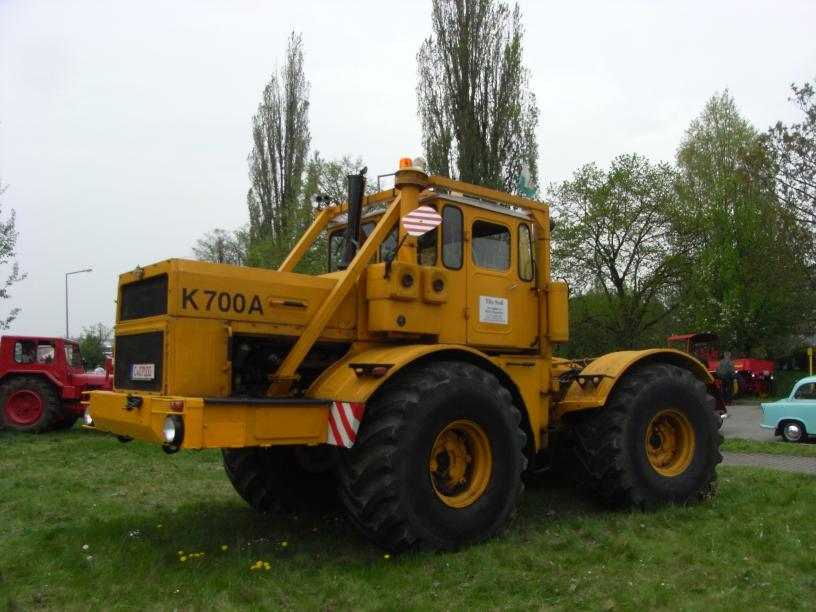
Trator K-700 Kírovets, produzido entre 1961 e 2000 na fábrica
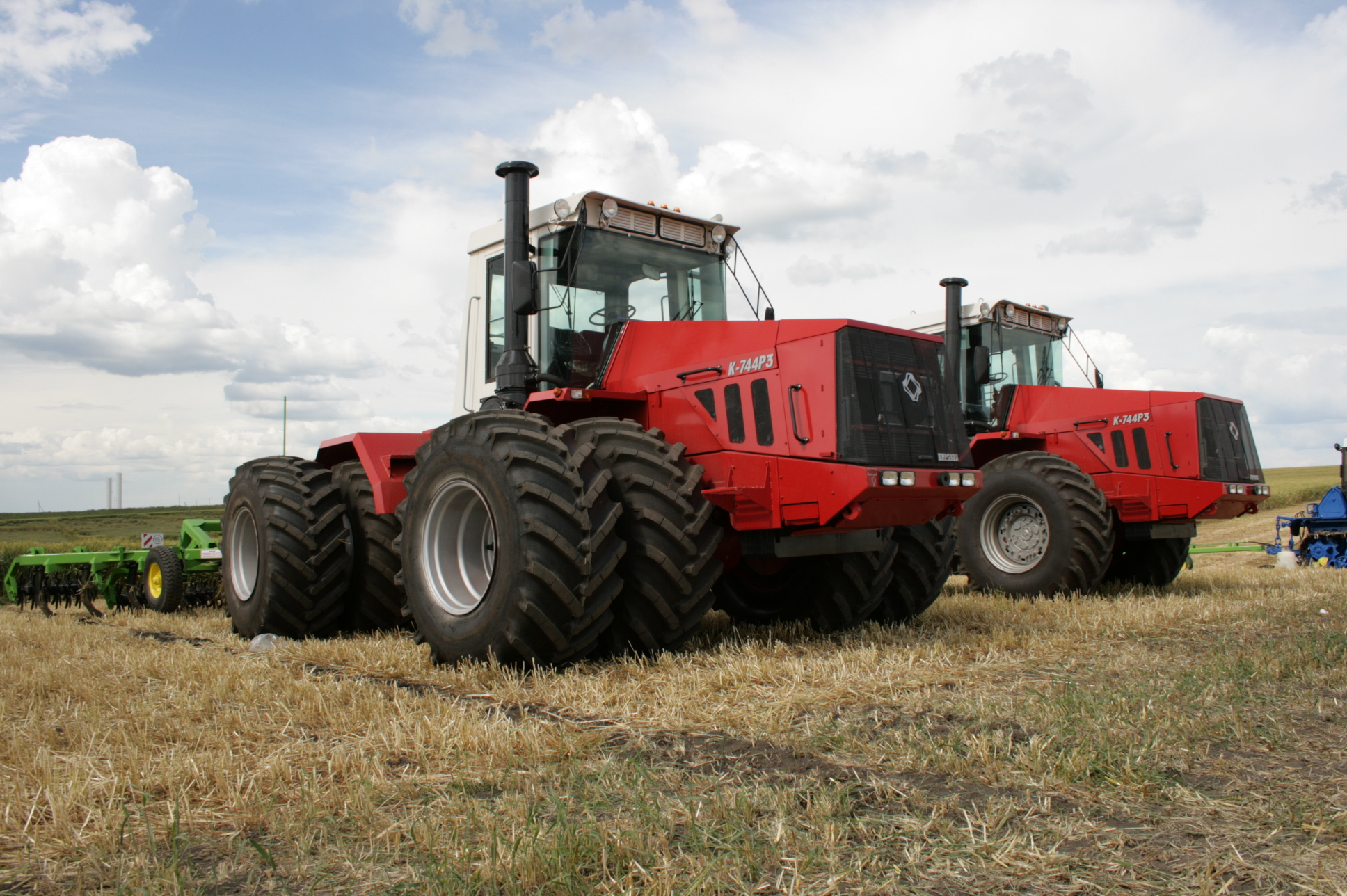
Trator K-744 Kírovets, produzido desde 1995
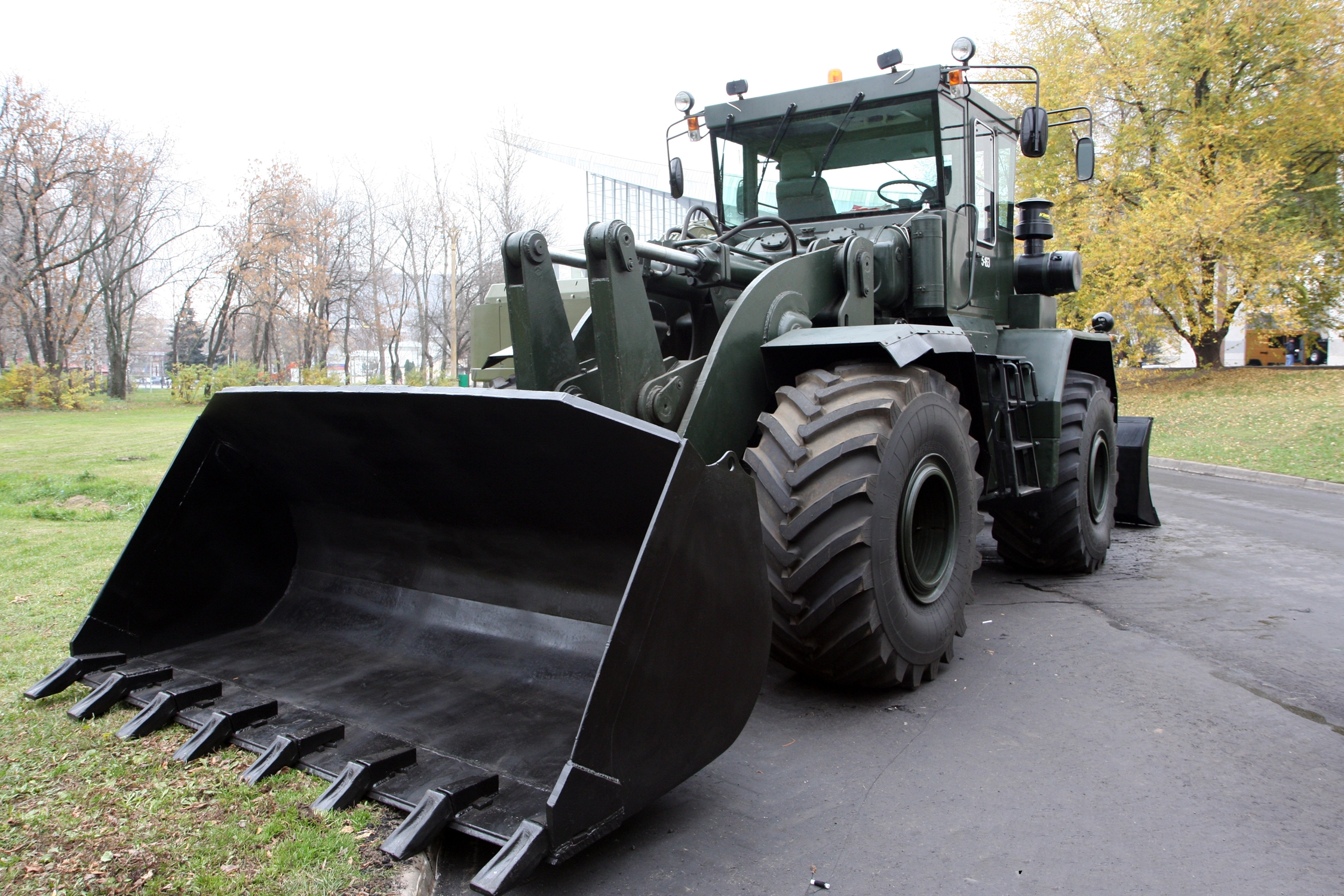
Empilhadeira frontal K-702